# Godofreu de Rhenen
Godofreu de Rhenen (mort el 27 de maig de 1178) va ser bisbe d'Utrecht entre el 1156 i el 1178.
Godofreu va ser nomenat amb el suport de Frederic I de Hohenstaufen el 1159 per fer front a una revolta dels ciutadans i els seus propis ministrals a conseqüència de la lluita entre els Welfs i l'emperador de Hohenstaufen, en la qual Godfrey va recolzar a Hohenstaufen. La revolta va ser acabada el 1160 a favor del bisbe. Després d'això ell es va ocupar d'enfortir la seva posició a l'Oversticht i a la província de Frísia. Això va portar un conflicte amb Florenci III d'Holanda el 1165, en la que l'emperador va medià. El bisbe Godofreu va construir forts a Vollenhove i Montfoort.